# Eugène Terre'Blanche
Eugène Ney Terre'Blanche, född 31 januari 1941 i Ventersdorp, Transvaal (i nuvarande Nordvästprovinsen), död (mördad) 3 april 2010 i Ventersdorp, var en sydafrikansk farmare och politiker. Han var grundare av den boernationalistiska organisationen Afrikaner Weerstandsbeweging och blev känd som en av de mer framträdande ledarna för extremhögern i Sydafrika under avvecklingen av apartheidsystemet.

## Uppväxt och utbildning
Eugène Terre'Blanche föddes i en boerfamilj i Ventersdorp i Transvaal år 1941. Familjen hade en traditionell bakgrund, farfadern hade varit rebell mot britterna under andra boerkriget och fadern var officer i den sydafrikanska försvarsmakten. Terre'Blanche växte upp på familjens farm och gick i skolan först i sin hemort för att sedan erhålla högre utbildning i staden Potchefstroom. Han visade ett politiskt intresse genom att grunda den kulturella ungdomsorganisationen Jong Afrikanerharte för etniska boer. Han gick ut skolan år 1962.

## Tidig karriär
Efter skolgången arbetade Terre'Blanche för den sydafrikanska polisen och skickades till det av Sydafrika kontrollerade Sydvästafrika, sedan blev han vakt vid presidentens residens. Efter fyra år lämnade han sitt jobb för att bli farmare och blev sedan även lokalpolitiskt aktiv inom det obetydliga Herstigte Nasionale Party, som sökte förråa och rena apartheidstaten och hävdade att dess ledarskap efter premiärminister Hendrik Verwoerds död svikit sitt syfte att upprätta fullständig segregation och boermakt (bland annat med krav på avskaffande av engelska som officiellt språk i Sydafrika). Hans politiska engagemang kom mot slutet av 1960-talet att allt mer kretsa kring det han uppfattade som Balthazar Johannes Vorsters alltför liberala politik gentemot den svarta befolkningen.

## Ledare för AWB
1973 var Terre'Blanche en av grundarna till den paramilitära boernationalistiska organisationen Afrikaner Weerstandsbeweging (AWB), som mot slutet av apartheideran verkade med militanta medel för en självständig boerrepublik där förment endast afrikaanstalande vita skulle åtnjuta politiska och sociala rättigheter (villkor speglande de som rått i Sydafrikanska republiken och Oranjefristaten under 1800-talet).

### Aktioner mot avskaffandet av apartheid
Som AWB:s faktiske ledare fram till sin död ledde han stormningen av World Trade Center i Kempton Park, utanför Johannesburg, den 25 juni 1993 i ett försök att stoppa de pågående förhandlingarna mellan regeringen och ANC om avskaffandet av apartheid.
I mars 1994 ledde Terre'Blanche tillsammans med Constand Viljoen, ledare för den boernationalistiska paraplyorganisationen Volksfront, in väpnade styrkor i bantustanet Bophuthatswana i ett försök att avvärja dess president Lucas Mangopes förestående fall och förhindra Bophuthatswanas återinförlivande i Republiken Sydafrika. Förhoppningen var bland högerextrema vita sydafrikaner att detta annars motsägelsefulla stöd till en svart politisk ledare i gengäld skulle ge dem stöd för en oberoende boerstat. Operationen misslyckades fullständigt och ett flertal AWB-medlemmar sköts till döds av Bophuthatstwanas säkerhetsstyrkor, som vägrade samarbeta med vad de uppfattade vara rabiata rasister, och det hela blev ett pr-fiasko för Terre'Blanche. Efter de första allmänna valen i landet och Nelson Mandelas maktövertagande samma år marginaliserades AWB till en obetydlig extremistorganisation.

## Fängelsedom och liv efter apartheid
Terre'Blanche dömdes 2001 till fem år i fängelse för mordförsök på en svart säkerhetsvakt 1996 och frisläpptes villkorligt 2004. Han kvarstod emellertid som ledare för AWB.
Den 3 april 2010 mördades Terre'Blanche under brutala former på sin farm strax utanför Johannesburg av två svarta lantarbetare, enligt uppgifter efter en lönedispyt. Mordets karaktär fick ledande sydafrikanska politiker att befara att dådet skulle kunna leda till våldsamma sammanstötningar, och maningar till lugn framfördes därför från flera håll, inte minst AWB:s ledning. President Jacob Zuma fördömde dådet i oväntat starka ordalag och ställde krav på att gärningsmännen skulle ställas inför rätta.